# Sasuns våghalsar

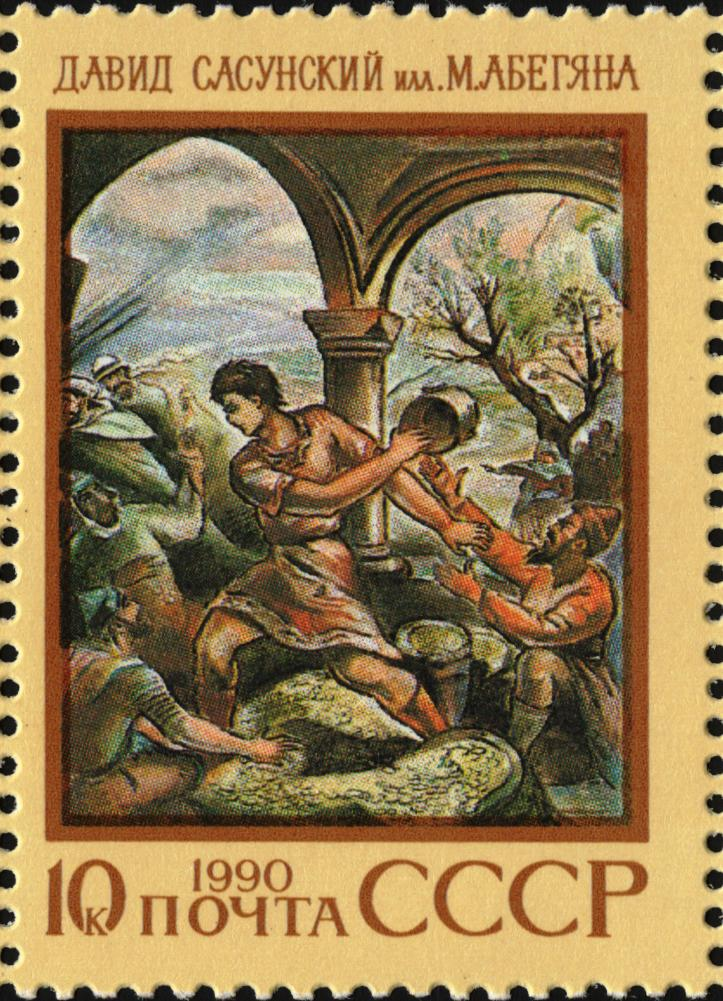
Sovjetiskt frimärke från 1990

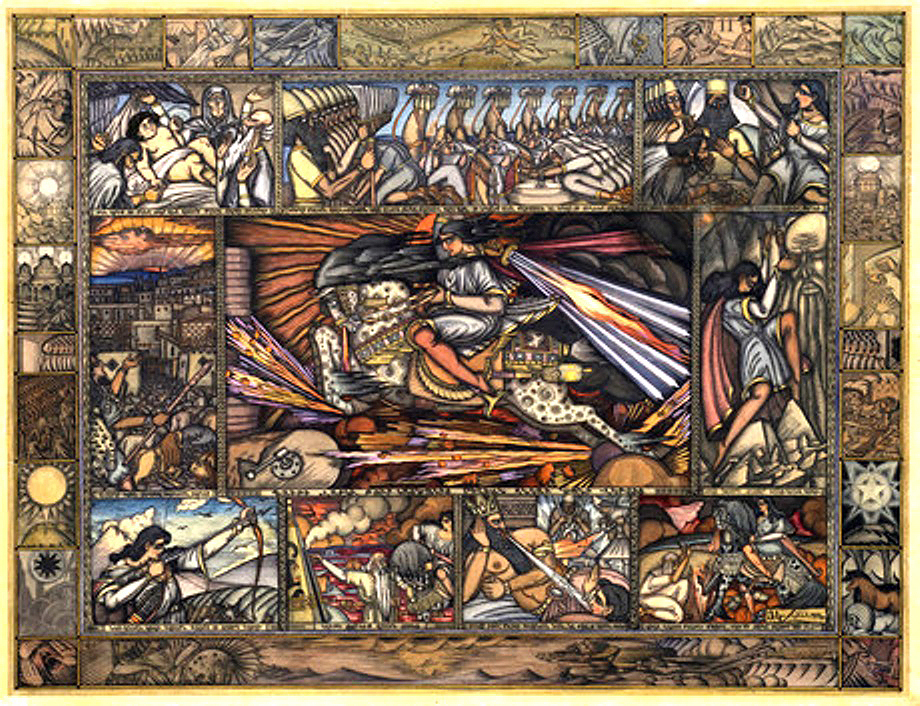
David från Sasun av Hakob Kojoyan, 1922

Sasuns våghalsar, David från Sasun eller David Sasuntsi (armeniska: Սասունցի Դավիթ) är ett armeniskt epos. Muntlig framställning av detta epos finns upptaget på Unescos lista över immateriella kulturarv.
Detta epos berättar historien om armeniska hjältar i fyra generationer från Sasun i nuvarande Turkiet. Under decennierna närmast publiceringen växte uppfattningen fram att historien avser sasunska krigares kamp mot invaderande araber från 700-talet till 900-talet. Araberna kom första gången till Sasun 632. Inspirationen till berättelsen är framför allt hämtad från upproret mot det islamska styret 772-775. Hjältarna motsvarar dock inte några verkliga historiska personer från denna period. Berättelsen har samtidigt sina rötter långt tillbaka i antiken.
Berättelsen skildrar hur fyra generationer hjältar, bland andra den unge David från Sasun, försvarar sitt fosterland i en ojämn kamp mot det onda. Den ingår i traditionen med hjältemodiga folkliga berättelser som dramatiserar och ger röst åt en nations känslor och anspråk. Eposet berättas i en lyrisk ton med rytmiska betoningar, medan särskilda sånger sjungs i en rytmisk, poetisk stil. Det brukar uppföras den första lördagen i oktober, vilken i en del byar är en helgdag, vid bröllop, födelsedagar, dop och större nationella kulturevenemang. Vanligen sitter historieberättaren, klädd i nationaldräkt, och ackompanjeras av träblåsinstrumentet duduk. Konsten att framföra eposet traderas i en familj över generationerna som en yrkesskicklighet, framför allt på landsbygden. Ett uppförande varar oftast minst två timmar. 
Eposet har berättats muntligen och har traderats från generation till generation. Det nedtecknades 1872 av biskopen Karekin Servantsian och publicerades i Konstantinopel 1873. Det översattes till ryska, på vilket språk det utgavs 1881. 
Framförande av Sasuns våghalsar togs upp på UNESCO:s lista över immateriella kulturarv den 5 december 2012.